# 山内雅人
山内 雅人（やまのうち まさと、1929年4月3日 - 2003年4月7日）は、日本の声優、俳優。東京府（現東京都）出身。別芸名に、山ノ内雅人、山内幹也がある。

## 来歴
旧制芝中学（現芝中学校・高等学校）を経て、1950年に早稲田大学法学部を卒業。大学在学中、劇団自由舞台を創設。鎌倉アカデミア演劇科修了。1949年にNHK東京放送劇団へ4期生として入団。同期に黒沢良、川久保潔らがいる。
ラジオドラマ『笛吹童子』の霧ノ小次郎役でデビュー。以降は声優として活動。1959年4月、文化放送の『役の行者』に加藤道子とともに出演。東京放送劇団員がNHK以外の番組に出演した最初の例となる。海外ドラマ『マッコレー隊長』以降は洋画吹き替えにも多く出演、モンゴメリー・クリフトやタイロン・パワーなどの二枚目俳優を担当した。ラジオ『楽天くらぶ』の司会やテレビ『私だけが知っている』のナレーターとしても活躍し、出演本数は2万本以上とも言われる。
美しい話し言葉の普及と朗読に力を入れ、朗読会や朗読教室を主宰。1974年には国語学者の金田一春彦と共にNHK文化基金を元に、江戸と東京の言葉を聴衆する放送表現教育センターを設立。同センターは、日本初の朗読の専門学校でやがてナレーターや声優の養成所となり、山内は代表を務めて後進の指導にあたり、ドラマチックリーディングという読み聞かせ方法を提唱していた。
NHK東京放送劇団と並行してプロダクションTHGに所属し、1977年にNHK東京放送劇団を退団した後は、Kプロダクションを経て、フリーで活動。
2003年4月7日に東京都目黒区で肺癌のため死去。満74歳没（享年75）。墓所は多磨霊園(5-2-6)にあったが現在は存在せず。

## 人物
声種はハイバリトン。NHKではNHK放送業務局長賞を受賞している。
洋画の吹き替えで印象に残った担当作品に、『長い灰色の線』『剃刀の刃』『ニュールンベルグ裁判』を挙げている。
ドラマ『ドクター・キルデア』では、日本語版制作を行なっていた太平洋テレビの「お偉いさん」が銀座のホステスたちに「良い声の役者は誰？」と聞いたところ皆が「山内雅人」と答えたため、その人物から指名されて主役のリチャード・チェンバレンを吹き替えることになったという。
山内は人生の恩師として小学校時代に4年間担任をしていた松尾弥太郎（全国学校図書館協議会創設者）の存在を挙げている。松尾の朗読に感銘を受けて自身も朗読に精を出し学芸会では主役を貰った。母方は医者の多い家系であったため、両親は慶應義塾普通部に進学させ、慶應義塾大学に進ませることを望んでいたが、松尾の説得により彼の母校である芝中学に進学することが出来たとされ、役者への道へと進んだ。

## 後任
山内の死後、持ち役を引き継いだのは以下の通り。
| 後任     | 役名                                 | 概要作品                            | 後任の初担当作品                       |
| -------- | ------------------------------------ | ----------------------------------- | -------------------------------------- |
| 阪脩     | ヴィアチェスラフ・ダ・モンテウェルズ | 『装甲騎兵ボトムズ 赫奕たる異端』   | 『装甲騎兵ボトムズ 幻影篇』            |
| 筈見純   | シガレット・スモーキング・マン       | 『Xファイル』テレビ朝日版           | 『Xファイル さらばモルダー』           |
| 勝部演之 | 外務大臣                             | 『GHOST IN THE SHELL / 攻殻機動隊』 | 『GHOST IN THE SHELL / 攻殻機動隊2.0』 |
| 中博史   | ヴァルター・モーデル元帥             | 『遠すぎた橋』日本テレビ版          | Blu-ray追加収録部分                    |

## 出演

### テレビ番組
- 理科教室中学校2年生（NHK）

### テレビドラマ
- 大河ドラマ（NHK）
  - 赤穂浪士（1964年） - 上杉綱憲
  - 峠の群像（1982年） - 浅野綱長
  - 徳川家康（1983年） - 生駒親正
- 江戸特捜指令（1976年、毎日放送） - 語り
- 旅路（1967年、NHK連続テレビ小説） - ナレーション
- あいつの季節（1969年、TBS） - ナレーション

### 吹き替え

#### 俳優
モンゴメリー・クリフト
- 愛情の花咲く樹（ジョン・ショーネシー）
- 赤い河（マシュー・ガース / マット）
- 荒馬と女（パース・ハウランド）※テレビ朝日版
- 去年の夏 突然に（クックロヴィッツ博士）
- ザ・スパイ（ジェームズ・バウワー教授）
- 山河遥かなり（ラルフ・スティーヴンスン）
- 終着駅（ジョヴァンニ・ドリア）※NET版
- ニュールンベルグ裁判（ルドルフ・ペーターゼン）※NET版
- フロイド/隠された欲望（ジークムント・フロイト）
- 若き獅子たち（ノア）

タイロン・パワー
- 愛情物語（エディ・デューチン）
- 怪傑ゾロ（ゾロ / ディエゴ・ヴェガ）
- 剃刀の刃（ラリー・ダレル）
- 狐の王子（アンドレア・オルシニ）
- 地獄への道（ジェシー・ジェイムズ）
- 情婦（レナード・ヴォール）
- スエズ（フェルディナン・ド・レセップス）
- 潜航決戦隊（ウォード・スチュワート）※フジテレビ版、テレビ朝日版2
- 血と砂（フワン・ギャラルド）
- 長い灰色の線（マーティン・マー）
- 二十七人の漂流者（アレック・ホームズ）
- 陽はまた昇る（ジェイク・バーンズ）
- ミシシッピの賭博師（マーク・ファロン）※1971年7月7日『二時の映画招待席』（NET）、1973年『ゴールデン洋画劇場』（フジテレビ）

ジャン・マレー
- 城塞の決闘（ラガルデール）
- 快傑キャピタン（フランソワ・デ・キャピタン）
- 戦火を駆ける快男児
- パリの秘密（ロドルフ）
- 美女と野獣（野獣 / アヴナン）
- ファントマ 危機脱出（ファントマ）
- ファントマ 電光石火（ファントマ）
- ファントマ ミサイル作戦（ファントマ）

#### 映画
- 愛と死の間で（フランクリン・マドソン〈デレク・ジャコビ〉）
- 赤いベレー（スノウ少佐〈レオ・ゲン〉）※NET版
- アミスタッド（ジョン・クィンシー・アダムズ〈アンソニー・ホプキンス〉）※DVD版
- ウォール街（カール・フォックス〈マーティン・シーン〉）※機内上映版[19]
- 美しき冒険（マリウス〈ローベルト・グラーフ〉）
- エクソシスト3（ジョセフ・ダイアー神父〈エド・フランダース）※ビデオ版
- エンゼル・ハート（イーサン・クルーズマーク〈ストッカー・フォンテリュー〉）※テレビ朝日版
- 女と男の名誉（アンジェロ・"パパ"・パルタンナ〈ジョン・ランドルフ〉）
- 悲しみは空の彼方に（スティーブ〈ジョン・ギャヴィン〉）
- 金星ロケット発進す（ユリウス・オンゲーベ）
- 結婚しない女（ボブ〈アンドリュー・ダンカン）※日本テレビ版
- ゴッドファーザー（ジョニー・フォンテーン〈アル・マルティーノ〉）※日本テレビ版
- コレヒドール戦記（ジョン・ブルックリー大尉〈ロバート・モンゴメリー〉）※東京12チャンネル版2
- 殺しを呼ぶ瞳（ケネディ〈ジョー・パートリツジ〉）※東京12ch版
- コンドル（ウィックス〈マイケル・ケーン〉）※テレビ朝日旧録版
- サーカス物語（語り手）
- シェイマス（ハードコア中佐〈ジョン・P・ライアン〉）
- 地獄で眠れ（クレメント・モーロック〈ジョゼフ・メイハー）
- 死にゆく者への祈り（マイケル・ダ・コスタ神父〈ボブ・ホスキンス〉）
- 十二人の怒れる男（陪審員6番〈エドワード・ビンズ〉）※日本テレビ版
- ジョー・ブラックをよろしく（ウィリアム“ビル”・パリッシュ〈アンソニー・ホプキンス〉）※DVD版
- 女性の反逆（英語版）（ジェラルド・ワニング・ガイソード〈バン・ヘフリン〉）
- 新・おしゃれ泥棒（マッセイ〈トレヴァー・ハワード〉）
- 侵略（マックホワイト〈マーロン・ブランド〉）
- スタートレックシリーズ（ドクター・マッコイ〈デフォレスト・ケリー〉）
  - スタートレック
  - スタートレックII カーンの逆襲
  - スタートレックIII ミスター・スポックを探せ! ※日本テレビ版
- ダーティ・ダンシング（ジェイク・ハウスマン〈ジェリー・オーバック〉）※フジテレビ版
- ターミネーター2（ドクター・シルバーマン〈アール・ボーエン〉）※ソフト版
- 第三の男（管理人〈パウル・ヘルビガー〉）
- 大地震（サム・ロイス〈ローン・グリーン〉）※テレビ朝日版
- タイム・マシン 80万年後の世界へ（ジョージ〈ロッド・テイラー〉）
- ダイヤルMを廻せ!（マーク・ハリディ〈ロバート・カミングス〉）※TBS版、テレビ朝日版
- 打撃王（語り手）
- 地球の静止する日（トム・スティーブンス〈ヒュー・マーロウ〉）
- 超高層プロフェッショナル（エディ・キャシディ〈ハリス・ユーリン〉）
- 月世界征服（ジム・バーンズ〈ジョン・アーチャー〉）
- デス・ミッション/怒りの戦場（英語版）（ハロラン大佐〈ブライアン・キース〉）※テレビ東京版
- デス・リバー/失なわれた帝国（英語版）（ヘンリッチ・スパーツ〈ドナルド・プレザンス〉）
- ドリトル先生不思議な旅（アルバート・ブロッサム〈リチャード・アッテンボロー〉）※LD版・DVD版
- 永遠に美しく…（牧師〈ジョン・イングル〉）※日本テレビ版
- ナバロンの嵐（ペトロヴィッチ少佐〈アラン・バデル〉）※テレビ東京版
- ナポリと女と泥棒たち（ジャック〈ハリー・ガーディノ〉）※TBS版（名作洋画劇場VHS収録）
- 2ペンスの希望（アントーニオ〈V．ムゾリーノ〉）
- バス停留所（ヴァージル・ブレッシング〈アーサー・オコンネル〉）※テレビ東京版
- バット★21（ジョージ・ウォーカー大佐〈ジェリー・リード〉）※VHS版
- バトルランナー（デーモン・キリアン〈リチャード・ドーソン〉）※テレビ朝日版（BD収録）
- パラダイム（司祭〈ドナルド・プレザンス〉）
- 遥かなる大地へ（ダニエル・クリスティ〈ロバート・プロスキー〉）
- ピンク・パンサー2（ドレフュス主任警部〈ハーバート・ロム〉）※日本テレビ版
- フィラデルフィア・エクスペリメント（ジェームズ・ロングストリート博士〈エリック・クリスマス〉）※テレビ朝日版
- ブレイブハート（エドワード1世〈パトリック・マクグーハン〉）※テレビ朝日版
- 蛇皮の服を着た男（リー・クレイトン〈マーロン・ブランド〉）
- ミズーリ横断（語り手）
- 水着の女王（ホセ・オルーク〈リカルド・モンタルバン〉）※東京12ch旧版・東京12ch新版
- ミッドウェイ（南雲忠一〈ジェームズ繁田〉）※テレビ朝日版
- 夕陽の対決（英語版）（ジム・キリアン / パスター・ジム〈グレン・フォード〉）
- 予期せぬ出来事（レス・マングラム〈ロッド・テイラー〉）※東京12チャンネル版
- 夜の訪問者（カタンガ〈ジャン・トパール〉[20]）※日本テレビ版（DVD収録）
- ラストエンペラー（張謙和〈ケイリー＝ヒロユキ・タガワ〉）
- レッド・スコルピオン（ヴォルテーク将軍〈T・P・マッケンナ〉）※ソフト版
- ローマの休日（アーヴィング・ラドビッチ〈エディ・アルバート〉）※フジテレビ版
- ロビンとマリアン（ラナルフ卿〈ケネス・ヘイ〉）※テレビ朝日版
- わが心のボルチモア（サム・クリチンスキー〈アーミン・ミューラー＝スタール〉）
- 若者のすべて（シモーネ・パロンディ〈レナート・サルヴァトーリ〉）

#### 海外ドラマ
- アボンリーへの道（ブレア医師）
- アメリカン・ヒーロー
- いたずら幽霊（グラハム・スターク）
- インディ・ジョーンズ/若き日の大冒険（マシュー）
- 宇宙探検
- 頑固じいさん孫3人
  - 「老兵は消えず」(判事)
- 暗く長い夜（英語版）（ウィルス〈マイク・ファレル〉）
- 警部マクロード
  - 「砂漠の陰謀」（イエーツ〈マレー・ハミルトン〉）
- ジェシカおばさんの事件簿
  - 「仮面祭りの悪いやつ・刺客シラノの実体は？」（キャベット警部〈チェザーレ・ダノバ〉）
- 新・大草原の小さな家
  - 「小さな隣人」（ルー〈ビリー・バーティ〉）
- ドクター・ウェルビー（英語版）
  - 「やすらぎの海」（ピーター〈ジョン・エリクソン〉）
- ドクター・キルデア（英語版）（ジェームズ・キルデア〈リチャード・チェンバレン〉）
- 謎の遺産（キャシディ〈ビル・ハンター〉）
- パパはメロメロ（英語版）（ジョン・モンロー〈ウィリアム・ウィンダム〉）
- ひとすじの道
  - 「禁酒の誓い」（バートン〈ヒュー・サンダース〉）
  - 「心の鎖」（バートン〈ロバート・バートン〉）
  - 「かわいい天使」（バートン〈ポール・フィックス〉）
  - 「目撃者の告白」（フォルソン(ハーバート・ルスレイ〉）
  - 「カストロの祈り」（ゴンザレス(ジョン・ベラディ〉）
- 弁護士ジャッド（英語版）
  - 「危険な依頼人」（エリス〈ウィリアム・シャーレット〉）
  - 「死の農場」（ガスリー〈ジェームス・グレゴリ〉）
  - 「裏切り者」（フランク〈ハリー・タウネス〉）
- マックス・ヘッドルーム（ベン・シェビオット〈ジョージ・コー〉）
- マッコレー隊長
- ルクレール兄弟の旅（フランス語版）（エペルラン、船長、黒い服の男）
- 我が命つきるとも（テレビ映画）
- X-ファイル（スモーキング・マン〈ウィリアム・B・デイヴィス〉）※テレビ朝日版

#### 海外アニメ
- カレイジャス・キャット

### テレビアニメ
1966年
- レインボー戦隊ロビン（シーザー）

1971年
- アニメンタリー 決断

1973年
- 荒野の少年イサム
- 新造人間キャシャーン（東光太郎博士）

1977年
- あらいぐまラスカル（ウィラード・ノース）

1978年
- 未来少年コナン（おじい、パッチ / ラオ博士）

1979年
- 無敵鋼人ダイターン3（ドン・ザウサー）
- ルパン三世（第2作）

1981年
- 太陽の牙ダグラム（ドナン・カシム、ナレーター）

1983年
- アルプス物語 わたしのアンネット（ギベット）

1985年
- ゲゲゲの鬼太郎（第3作）（おじいさん）

1986年
- 青春アニメ全集「姿三四郎」（山本半助）

1989年
- ジャングル大帝（ヌー）

1990年
- 楽しいムーミン一家（ジャコウネズミ）

1995年
- ストリートファイターII V（老人）

1996年
- 少年サンタの大冒険!（サンタ・クロース）
- 天空のエスカフローネ（ドルンカーク）
- 名探偵コナン（大木田）

1997年
- 手塚治虫の旧約聖書物語（サムエル）

1998年
- サイレントメビウス（闇雲甲咆）
- DTエイトロン（おおじい様）

### 劇場アニメ
1963年
- わんぱく王子の大蛇退治

1966年
- サイボーグ009（BG団ボス / ブラック・ゴースト国首領）

1967年
- サイボーグ009 怪獣戦争（ブラックゴースト / ブラックゴーストの首領）

1972年
- 魔犬ライナー0011変身せよ!（林博士）

1979年
- 未来少年コナン（おじい）

1980年
- 世界名作童話 森は生きている（ひげの兵士）

1981年
- 劇場版 宇宙戦士バルディオス（レイガン博士）

1983年
- チョロQダグラム
- ドキュメント 太陽の牙ダグラム（ナレーター、ドナン）

1984年
- 未来少年コナン 巨大機ギガントの復活（おじい）

1986年
- ゲゲゲの鬼太郎 妖怪大戦争（キジム爺）

1992年
- 楽しいムーミン一家 ムーミン谷の彗星（ジャコウネズミ）

1995年
- GHOST IN THE SHELL / 攻殻機動隊（外務大臣）

1998年
- とつぜん!ネコの国 バニパルウィット（サンダダ）

1999年
- MARCO 母をたずねて三千里（フェデリコ）

### OVA
- 銀河英雄伝説（1991年、オリベイラ）
- 装甲騎兵ボトムズ 赫奕たる異端（1994年、モンテウェルズ）

### ゲーム
- 未来少年コナン（1992年、おじい、ラオ博士）※PCエンジン版

### ドラマCD
- 集英社カセットコミックシリーズ 花の慶次 -雲のかなたに-（徳川家康）

### 特撮
- スペクトルマン（流星仮面の声）

### 人形劇
- こどもにんぎょう劇場「パンをふんだむすめ」（語り）

### ラジオドラマ
- 天の川（1952年、NHK） - 店員[34]
- 百万の太陽（1964年、NHK）

### ラジオパーソナリティ
- 明日の農業・歌謡曲でおはよう（1980年代、TBSラジオ）